# Cilix asiatica
Cilix asiatica is een vlinder uit de familie eenstaartjes (Drepanidae). De wetenschappelijke naam is voor het eerst geldig gepubliceerd in 1907 door Otto Bang-Haas.
De soort komt voor in Europa.